# Nani Roma

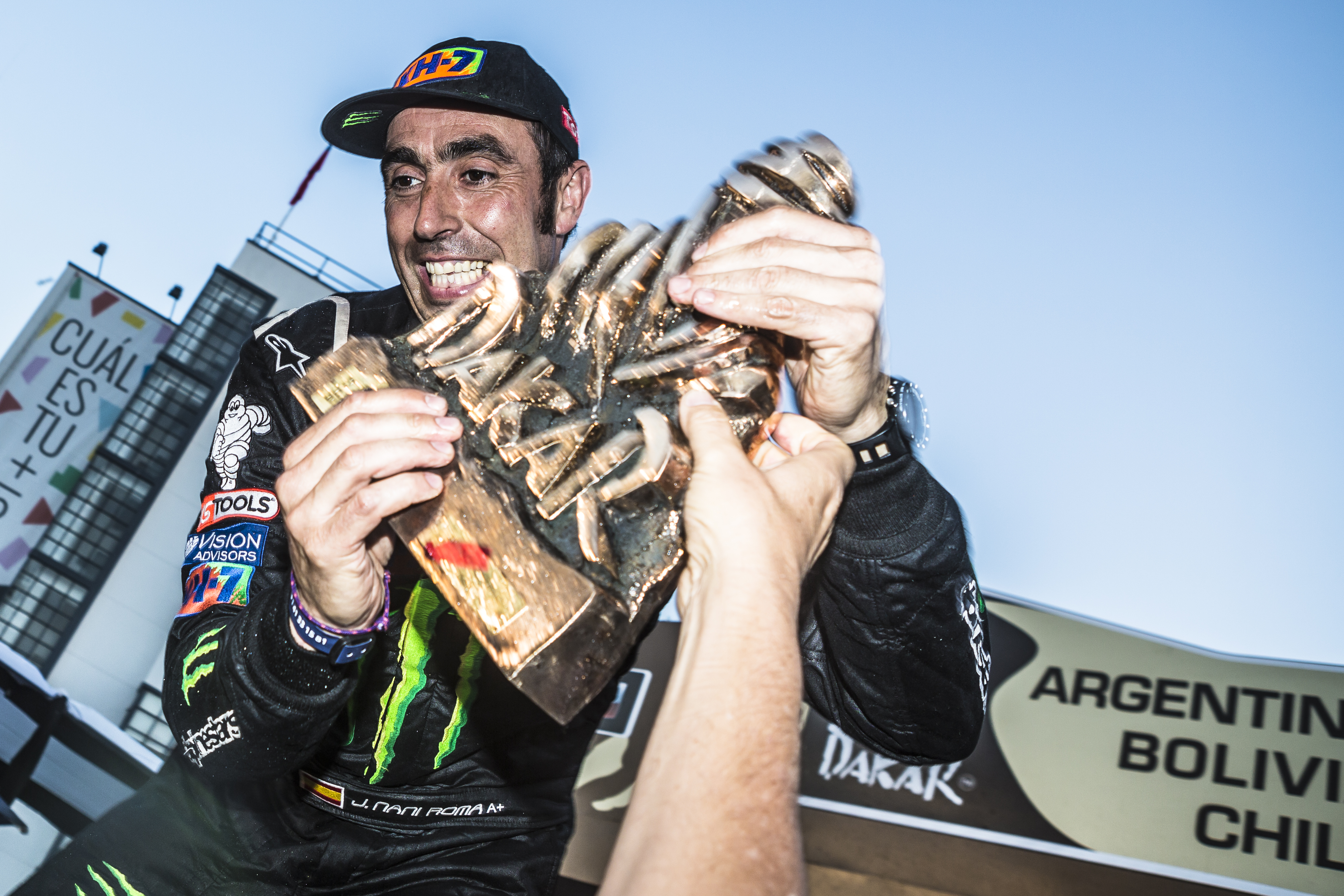
Nani Roma Dakar Sieger 2014

Nani Roma, eigentlich Joan Roma Cararach (* 17. Februar 1972 in Barcelona), ist ein spanischer Rallye-Raid-Fahrer. Neben Hubert Auriol und Stéphane Peterhansel gehört er zu den Fahrern, die die Rallye Dakar sowohl auf dem Motorrad als auch mit dem Auto gewinnen konnten.

## Karriere
Roma wurde 1998 Enduro-Europameister. 2004 konnte er auf einer KTM die Rallye Dakar gewinnen. Danach stieg er vom Motorrad aufs Auto um und fuhr zuerst für Mitsubishi. Bei der Rallye Dakar 2005 wurde er Sechster, ein Jahr später Dritter. 2009 konnte er zwar eine Etappe für sich entscheiden, wurde aber in der Gesamtwertung aufgrund von massiven technischen Problemen seines neuen Mitsubishi Racing Lancer nur Zehnter. Er war der einzige von vier gestarteten Mitsubishi-Fahrern, der überhaupt das Ziel erreichen konnte.
2006 nahm Roma für Spanien am Race of Champions teil. Am 5. Juni 2006 verunglückte sein Beifahrer Henri Magne auf der sechsten und letzten Etappe der Rallye Marokko tödlich.
Im Juni 2009 nahm er im X-Raid BMW X3 CC an der Rallye Transibérico teil.
2011 startete Nani Roma für das X-Raid-Team bei der Rallye Tunesien.
Bei der Rallye Dakar 2012 ging er für das deutsche Mini-Team in einem MINI All4 Racing an den Start, gewann drei Etappen und belegte im Automobil-Gesamtergebnis den zweiten Rang hinter Markenkollege und Sieger Stéphane Peterhansel.
Bei der Ausgabe 2013 der Dakar gewann er mit seinem Mini vier Etappen und belegte in der Gesamtwertung den vierten Rang.
Bei der Rallye Dakar 2014 trat er erneut in einem Mini an und konnte drei Etappen sowie die Automobilwertung gewinnen.
Nachdem Roma einige Zeit in Führung gelegen hatte, konnte Teamkollege Peterhansel ihn während der 12. Etappe von der Spitzenposition verdrängen. Nach einer Anweisung seines Teams ließ Peterhansel schließlich Roma die Gesamtführung zurückerobern, sodass diesem ein vierter Platz bei der 13. und letzten Etappe für den Gesamtsieg reichte. Mit seinem Beifahrer Michel Périn gewann er die Wertung mit einem Vorsprung von 5:38 Minuten auf seinen Teamkollegen Stéphane Peterhansel.